# العشوائيات في موريتانيا
تشهد موريتانيا نزوحا كبيرا من القرى باتجاه العاصمة، ما حول نواكشوط إلى مدينة محاصرة بالأحياء العشوائية، في ظل خطط حكومية للحد من هذه الظاهرة. إن هذه العشوائيات تهدد العاصمة، حيث تفتقر لأبسط مقومات الحياة الكريمة كالماء الصالح للشرب، الكهرباء وغيرها من اساسيات نمو مجتمعات وإنشاء مبانٍ ومناطق لاتتماشى مع النسيج العمراني للمجتمعات التي تنمو بداخلها أو حولها ومتعارضة مع الاتجاهات الطبيعية للنمو والامتداد وهي مخالفة للقوانين المنظمة للعمران. تؤثر العشوائيات على المدينة و على النازحين من القرى أنفسهم حيث تفقدهم جزءا كبيرا من خصوصيتهم و تؤدي إلى العديد من المشاكل الإجتماعية و إلى غياب الأمن. ظهرت هذه الظاهرة في موريتانيا كاستجابة لعوامل متعددة ، بما في ذلك الظروف الطبيعية والاقتصادية والسياسية والديموغرافية ، والتي دفعت العديد من سكان الريف على وجه الخصوص إلى الهجرة إلى المدن والعواصم للاستقرار في ضواحيها دون الامتثال لقوانين ملكية الأراضي أو لوائح التخطيط الحضري. يصعب الوصول إلى ملكية العقارات في موريتانيا بسبب فوضى التحضر وانتشار العشوائيات التي تمتد أحيانًا إلى أكثر من الأحياء المخطط لها. ويمكن أن يعزى هذا الوضع إلى عوامل مختلفة ، مثل وجود مخططات مختلفة لمنطقة واحدة وتعدد الإدارات المعنية بإدارة قطاع الإسكان ومنح قطع الأراضي. أعلنت الحكومة الموريتانية في أعوام 2006 و 2009 و 2016 و 2021 أنها في العمل للقضاء على هذه العشوائيات المنتشرة

## المساكن العشوائية
تسمى مدن الصفيح في موريتانيا بالكرزات. سكانها يستخدمون أسماء جميلة لتخفيف الفقر وانتظار تشريع أحياءهم مع التجاهل من الإدارات المحلية، مثل "الانتظار" و"الحي الساكن"، لتعزيز الأمل ورفع معنوياتهم في ظروفهم الصعبة. و ذكر الباحث محمد ولد الحضرمي أن في نواكشوط تطلق الأسماء على هذه الأحياء شعبيا دون تخطيط مسبق من الإدارات الحكومية او من الجمعيات المحلية. مما يصعب التواصل بين أهلها و بين مرافق الحكومة. و لا تمثل هذه الأسماء أي معنى واقعي للحي. فقد يكون الحي اكواخا و اكواما من القمامة و إسمه على إسم مدينة كبرى في العالم العربي. أحد أسباب وجود هذه المشكلة هو أن المدن آخذة في التوسع ، مع تشييد المزيد من المنازل والمباني. جعل هذا النمو السريع من الصعب على الحكومة تتبع جميع الممتلكات والتأكد من أن الأشخاص المستحقين يمتلكون الأرض المناسبة. بالإضافة إلى ذلك ، ينتقل العديد من سكان المناطق القروية إلى المدن بسبب الظروف المعيشية الصعبة في الريف ، مثل الجفاف والفقر. وقد زاد هذا التدفق من الناس من تعقيد المشكلة لأن هناك حاجة لتوفير السكن والخدمات للقادمين الجدد مع معالجة مشاكل ملكية الأراضي و العقارات الحالية. بناءً على الإحصاءات التي قدمتها وزارة الإسكان ، بلغ عدد الأسر التي تم مسحها في العشوائيات بالعاصمة 119 ألف أسرة. قالت الحكومة الموريتانية عبر تصريح لها عام 2021 انها ستقوم بتحسين الاوضاع في الاحياء غير المخططة. حيث ستقوم بمشاركة المعلومات وإطلاع الجميع على التغييرات التي يتم إجراؤها. و اعلان صاحب الحق من غيره ممن يسكن على أرض ليست له و ذلك لكي تضمن أن تكون العملية عادلة وخاضعة للمساءلة أمام الجميع. يعيش ساكنوا هذه الأحياء في منازل من الاكواخ المصنوعة من الزنك والنسيج. هذه المنازل ليس بها كهرباء. للحصول على الماء ، ليس لديهم صنابير او انابيب. وبدلاً من ذلك ، يجلبون المياه إلى منازلهم. عندما يكون الجو باردًا ، يستخدمون الأقمشة القديمة للتدفئة. حسب تقصيات البنك الدولي عام 2020 يعاني 56 بالمئة من سكان المناطق الحضرية في موريتانيا من نقص الوصول إلى المياه النظفية بطريقة جيدة ، أو الوصول إلى الصرف الصحي الجيد، او مساحة المعيشة الكافية ، او متانة الإسكان ، او الإمتلاك الآمن للأراضي. و هذه النسبة في بيانات تقرير البنك الدولي في إنخقاض منذ العام 2000.

## المشاريع الحكومية
لجان الحكومة تعمل على إعادة هيكلة الأحياء العشوائية وحل مشكلة احتلال الساحات العمومية في المدينة. تم إطلاق مشروع تطوير بمساحة 450 هكتارًا يشمل استصلاح 13499 قطعة أرضية، وإنشاء مرافق صحية و مدارس وشرطة، وبناء 5000 وحدة سكنية اجتماعية، و23 كم من الطرق. استفاد العديد من الأسر من هذا الدعم وحصلوا على قطع أراضي جديدة في مناطق مختلفة. الهدف من المشروع هو التخلص من الاحتلال غير القانوني وإعادة النظام للأراضي العامة في نواكشوط. استفادت 1173 أسرة من السكان المستهدفين من الدعم الذي توفره برامج اجتماعية تابعة للحكومة، وحصلوا على قطع أرضية جديدة في مواقع الاستقبال المتواجدة في الحي 13 بالميناء والقطاع 17 بالرياض، وجنوب بوحديدة والقطاع 20 في توسعة توجنين. في مجرى مباحاثات موريتانية مصرية لمكافحة العشوائيات أطلع السفير المصري في موريتانيا وزير الإسكان والتخطيط العمراني واستصلاح الأراضي ، أحمد ولد محمد ، تجربة مصر في مكافحة العشوائيات.